# Kempner-Reihe
In der Mathematik bezeichnen die zehn Kempner-Reihen, benannt nach Aubrey J. Kempner, diejenigen Reihen, die dadurch entstehen, dass man aus der harmonischen Reihe {\displaystyle H_{n}=\sum _{k=1}^{n}{\frac {1}{k}}} alle Summanden entfernt, die eine bestimmte dezimale Ziffer in ihrem Nenner enthalten. Die Kempner-Reihen gehören daher zu den subharmonischen Reihen.
Lässt man etwa alle Summanden weg, deren Nenner die Ziffer {\displaystyle 0} in seiner Dezimalschreibweise enthält, ergibt sich die Kempner-Reihe {\displaystyle K_{0}} als
{\displaystyle K_{0}=1+{\frac {1}{2}}+{\frac {1}{3}}+{\frac {1}{4}}+\cdots +{\frac {1}{9}}+{\frac {1}{11}}+\cdots +{\frac {1}{19}}+{\frac {1}{21}}+\cdots +{\text{ usw. }}+\cdots +{\frac {1}{99}}+{\frac {1}{111}}+\ldots }
Oder durch Auslassen der Summanden mit einer {\displaystyle 1} im Nenner:
{\displaystyle K_{1}={\frac {1}{2}}+{\frac {1}{3}}+\cdots +{\frac {1}{9}}+{\frac {1}{20}}+{\frac {1}{22}}+\cdots +{\frac {1}{30}}+{\frac {1}{32}}+\cdots +{\text{ usw. }}+\cdots +{\frac {1}{99}}+{\frac {1}{200}}+{\frac {1}{202}}+\cdots }
Sie wurden erstmals von Aubrey J. Kempner 1914 beschrieben.
Das Interessante an diesen zehn Reihen ist, dass sie alle konvergieren, obwohl die harmonische Reihe selbst nicht konvergiert. Dies wurde von Kempner bewiesen; daher werden die Reihen oft Kempner-Reihen genannt.
Die Konvergenzeigenschaft wird auch dadurch deutlich, dass bereits ab 7-stelligen Zahlen diese mehrheitlich wegfallen und es bei großen Zahlen nur wenige gibt, die eine bestimmte Ziffer nicht enthalten und so einen Additionsbeitrag leisten können.

## Beweis der Konvergenz
Für die Kempner-Reihe {\displaystyle K_{0}} sind
- im einstelligen Nennerbereich 1 bis 9 genau {\displaystyle \!\ 9} Nenner (alle) zulässig;
- im zweistelligen Nennerbereich 10 bis 99 genau {\displaystyle 9\cdot 9=9^{2}} Nenner (neun Ziffern an der ersten Stelle mal neun Ziffern an der zweiten Stelle möglich) zulässig;
- im dreistelligen Nennerbereich 100 bis 999 genau {\displaystyle 9\cdot 9\cdot 9=9^{3}} Nenner zulässig; usw.,

allgemein sind
- im {\displaystyle n}-stelligen Nennerbereich {\displaystyle 10^{n-1}} bis {\displaystyle 10^{n}-1} genau  {\displaystyle \!\ 9^{n}}Nenner zulässig.

Die {\displaystyle 9} zulässigen einstelligen Nennerwerte sind allesamt größergleich 1, daher sind die Brüche in der Reihe jeweils kleinergleich 1;
die {\displaystyle 9^{2}} zulässigen zweistelligen Nenner sind alle größergleich 10, daher sind die entsprechenden Brüche alle kleinergleich {\displaystyle {\tfrac {1}{10}}};
die {\displaystyle 9^{3}} dreistelligen zulässigen Nenner sind jeweils größergleich 100, daher sind die entsprechenden Brüche allesamt kleinergleich {\displaystyle {\tfrac {1}{100}}};
usw.
Das ergibt die obere Schranke
{\displaystyle {\begin{matrix}K_{0}&=&({\frac {1}{1}}+{\frac {1}{2}}+{\frac {1}{3}}+\cdots +{\frac {1}{9}})&+&({\frac {1}{11}}+\cdots +{\frac {1}{99}})&+&({\frac {1}{111}}+\cdots +{\frac {1}{999}})&+&\cdots \\&<&({\frac {1}{1}}+{\frac {1}{1}}+{\frac {1}{1}}+\cdots +{\frac {1}{1}})&+&({\frac {1}{10}}+\cdots +{\frac {1}{10}})&+&({\frac {1}{100}}+\cdots +{\frac {1}{100}})&+&\cdots \\&=&9\cdot {\frac {1}{1}}&+&9^{2}\cdot {\frac {1}{10}}&+&9^{3}\cdot {\frac {1}{100}}&+&\cdots \end{matrix}}}
{\displaystyle =9\cdot \left(1+\left({\frac {9}{10}}\right)+\left({\frac {9}{10}}\right)^{2}+\left({\frac {9}{10}}\right)^{3}+\cdots \right)}
{\displaystyle ={\frac {9}{1-{\frac {9}{10}}}}=90.}
(Bei der Reihe in der vorletzten Zeile handelt es sich um eine konvergente geometrische Reihe)
Damit konvergiert {\displaystyle K_{0}} und es gilt die (ziemlich großzügige) Schranke
{\displaystyle K_{0}<90.}
Der Beweis der Konvergenz der anderen Reihen verläuft analog, es ist aber zu beachten, dass im einstelligen Nennerbereich nur 8 Werte, im zweistelligen Nennerbereich aber {\displaystyle 8\cdot 9} Nennerwerte zulässig sind, da an der ersten Stelle sowohl die Null als auch die entsprechende Ziffer, an der zweiten Stelle aber nur die entsprechende Ziffer "verboten" sind usw.; insgesamt ergibt sich dadurch die Schranke {\displaystyle 80}.

## Werte
Die Reihen konvergieren extrem langsam.

### Näherungswerte
| Ausgelassene Ziffer | Näherungswert |
| ------------------- | ------------- |
| 0                   | 23,10344      |
| 1                   | 16,17696      |
| 2                   | 19,25735      |
| 3                   | 20,56987      |
| 4                   | 21,32746      |
| 5                   | 21,83460      |
| 6                   | 22,20559      |
| 7                   | 22,49347      |
| 8                   | 22,72636      |
| 9                   | 22,92067      |

### Effiziente Berechnungsmöglichkeiten
Aufgrund der ziemlich langsamen Konvergenz benötigt man schnelle und effiziente Berechnungsalgorithmen, vgl.

## Erweiterungen

### n-faches Auftreten
F. Irwin verallgemeinerte das Resultat der Konvergenz der zehn Kempner-Reihen, indem er bewies, dass alle Reihen, die über die Kehrwerte aller natürlicher Zahlen, in denen die Ziffer {\displaystyle x_{0}} genau {\displaystyle n_{0}} mal, die Ziffer {\displaystyle x_{1}} genau {\displaystyle n_{1}} usw. auftreten, ebenfalls konvergieren.
Die Summe der Kehrwerte der natürlichen Zahlen, in denen genau eine 9 vorkommt, beträgt etwa
23,044287080747848319. Dieser Wert ist größer als Kempners {\displaystyle K_{9}}, obwohl diese mit größeren Summanden beginnt. Ein extremeres Beispiel dafür ist die Summe der Kehrwerte der natürlichen Zahlen, in denen einhundert Nullen vorkommen, sie beginnt mit dem Summanden {\displaystyle 1/10^{100}} und ist dennoch größer als etwa {\displaystyle K_{9}}.

### Zusammenhängende Ziffernfolgen
Eine Möglichkeit, die harmonische Reihe weit weniger auszudünnen, ist, nur alle Summanden herauszunehmen, deren Nenner irgendwo eine bestimmte zusammenhängende Ziffernfolge – etwa 314 (die ersten drei Stellen der Kreiszahl {\displaystyle \pi }) – enthält. Auch derartige Reihen konvergieren; im genannten Beispiel ergibt sich ein Grenzwert von etwa 2299,829782.
Bei Herausnahme der ersten sechs Stellen 314159 ergibt sich ein Grenzwert von etwa 2302582,333863782607892. Allgemein gilt: Wenn alle Summanden mit einer zusammenhängenden Ziffernfolge der Länge {\displaystyle n} herausgenommen werden, konvergiert die Reihe mit einem Grenzwert in der Größenordnung von etwa {\displaystyle 10^{n}\cdot \ln 10}.

### In anderen Stellenwertsystemen
Es gibt natürlich auch analoge Reihen in anderen Stellenwertsystemen. Die duale Kempner-Reihe etwa entsteht durch Streichen aller Summanden, die eine {\displaystyle {\rm {O}}} in ihrer Dualdarstellung enthalten. Alle Dualzahlen zu streichen, in denen eine {\displaystyle {\rm {I}}} vorkommt, geht nicht. Die einzige duale Kempner-Reihe ist also
{\displaystyle {\begin{alignedat}{2}K_{\text{dual}}&={\frac {\rm {I}}{\rm {I}}}+{\frac {\rm {I}}{\rm {II}}}+{\frac {\rm {I}}{\rm {III}}}+{\frac {\rm {I}}{\rm {IIII}}}+\cdots &{\text{(dual)}}\\&=1+{\frac {1}{3}}+{\frac {1}{7}}+{\frac {1}{15}}+{\frac {1}{31}}+\cdots &{\text{    (dezimal)}}\\&=\sum _{k=1}^{\infty }{\frac {1}{2^{k}-1}}\\&=1{,}60669515241529\ldots ,\end{alignedat}}}
welche gegen die Erdős-Borwein-Konstante konvergiert. Zum Beweis der Konvergenz betrachte man die unendliche konvergente geometrische Reihe {\displaystyle \sum _{k=0}^{\infty }{\frac {1}{2^{k}}}=\sum _{k=0}^{\infty }\left({\frac {1}{2}}\right)^{k}={\frac {1}{1-{\frac {1}{2}}}}=2} als obere Schranke.